# Universidade Federal do Oeste do Pará
Universidade Federal do Oeste do Pará (UFOPA) é uma instituição de ensino superior pública federal brasileira, sediada na cidade de Santarém, Pará, com campus nas cidades de Juruti, Oriximiná, Itaituba, Monte Alegre, Óbidos e Alenquer. Criada em 5 de novembro de 2009, a UFOPA nasceu a partir do desmembramento do campus Santarém da Universidade Federal do Pará (UFPA), e da unidade descentralizada do Tapajós da Universidade Federal Rural da Amazônia (UFRA).
A UFOPA possui duas unidades na cidade de Santarém, sendo a principal o Campus Tapajós, localizado na Rua Vera Paz, s/n, bairro Salé, onde fica a reitoria da universidade, e é onde se concentra grande parte das turmas de graduação e pós graduação. Além do campus Tapajós, a universidade tem o campus Rondon (antigo campus da UFPA Santarém), localizado na Avenida Marechal Rondon, bairro de Aparecida. O antigo campus Amazônia, situado em logradouro alugado localizado na Avenida Mendonça Furtado, bairro de Fátima, foi desocupado pela Universidade com a conclusão de novos prédios nos campi Tapajós e Rondon.

## Histórico
Precedeu a formação da UFOPA a instalação em 14 de outubro de 1970 do "Núcleo de Educação em Santarém" (NES), sob responsabilidade da Universidade do Pará (atual UFPA). Em 1971 passou a ser ofertado o curso de licenciatura de curta duração, prosseguindo até 1973. A principio o NES funcionou na Escola Estadual Álvaro Adolfo da Silveira.
No ano de 1980, o NES foi reativado ofertando a complementação dos estudos existentes anteriormente e iniciando novas turmas de licenciatura curta entre 1980 e 1983.
Posteriormente a prefeitura de Santarém cedeu à UFPA o prédio da Escola Municipal “Everaldo de Souza Martins”. A Universidade, a partir de então, iniciou novas turmas de licenciatura curta que se estendeu até 1983. A partir deste ano, por meio de um convênio com a Superintendência do Desenvolvimento da Amazônia, deu-se início ao curso de Licenciatura Plena em Pedagogia em caráter permanente. Em 1994 converteu-se o NES em "Campus da UFPA em Santarém", recebendo novos cursos.
A segunda unidade acadêmica precursora da UFOPA, a "Unidade Descentralizada/Pólo Tapajós", foi uma iniciativa da Universidade Federal Rural da Amazônia (UFRA). Implantada em 2003 no município de Santarém, começou ofertando uma turma do curso de Engenharia Florestal; passou a ofertar logo depois também Zootecnia e Agronomia.
A UFOPA foi criada oficialmente no dia 5 de novembro de 2009, a partir da sanção da lei Nº. 12.085, pelo então Vice-Presidente José Alencar. Quando da data de criação, a universidade era a única instituição pública de ensino superior fora da capital do estado (Belém), sendo a primeira do interior da Amazônia.
Por determinação do Ministério da Educação (MEC) foi por quatro anos, após sua criação, tutorada por sua instituição-mãe, a UFPA; no ano de 2013 passou a ter autonomia plena.
A Universidade faz parte da proposta de expansão da rede federal de ensino superior, e faz parte de um acordo de cooperação técnica firmado entre o Ministério da Educação e a Universidade Federal do Pará, na qual prevê a ampliação do ensino superior na Amazônia, descentralizando a educação superior das capitais.

## Curso de Formação Interdisciplinar (CFI)
O vestibular da Universidade Federal do Oeste do Pará é realizado através da seleção de notas do ENEM (Exame Nacional do Ensino Médio), onde o candidato necessita efetuar inscrição no ENEM, no ano do atual ou certame ou no ano anterior. A classificação é feita a partir das notas e das opções de cotas pelos candidatos, sendo selecionadas as maiores notas de cada opção de cota, levando em relação o ano atual e o anterior dos inscritos.
Após aprovado na universidade, todos os estudantes novos passam por um ciclo de nivelamento, chamado Curso de Formação Interdisciplinar I; o CFI I, é a formação comum que todos os estudantes passam ao entrar na universidade, sendo obrigatório mesmo para aqueles que entram por mobilidade acadêmica (vestibulinho). O CFI é constituído de 8 disciplinas/módulos (2013), e corresponde ao primeiro semestre do graduando.

## Institutos e Programas
Após o fim do primeiro semestre é realizado um exame, para avaliar o grau de aprendizado dos estudantes, e a partir disso os estudantes optam por um dos cinco institutos da universidade, não sendo vaga garantida no instituto de escolha, a classificação para um dos institutos depende do desempenho do estudante no CFI, a partir da média das disciplinas realizadas, chamada IDA (Índice de Desempenho Acadêmico).
A universidade é composta por 5 institutos, que podem ser escolhidos pelos estudantes após cursado o primeiro semestre, correspondente ao CFI I, após passado esse semestre de acordo com a nota obtida no IDA, o aluno poderá optar pelos seguintes institutos e cursos:

### Centro de Formação Interdisciplinar (CFI)[9]
- Formação Interdisciplinar I
- Formação Interdisciplinar II

### Instituto de Biodiversidade e Florestas (IBEF)
- Bacharelado em Agronomia
- Bacharelado em Zootecnia
- Bacharelado em Interdisciplinar em Ciências Agrárias
- Bacharelado em Interdisciplinar em Ciências Agrárias - Produção Animal
- Bacharelado em Interdisciplinar em Ciências Agrárias - Produção Vegetal
- Bacharelado em Interdisciplinar em Ciências Agrárias - Produtos Naturais
- Bacharelado em Interdisciplinar em Ciências Agrárias - Recursos Florestais
- Bacharelado Profissional em Engenharia Florestal
- Bacharelado em Biotecnologia
- Formação Interdisciplinar II

### Instituto de Ciências da Educação (ICED)
- Bacharelado Interdisciplinar em Ciências Biológicas e Conservação
- Licenciatura em Geografia
- Licenciatura em História
- Licenciatura em Letras - Português/Inglês
- Licenciatura em Pedagogia
- Licenciatura Integrada em Matemática e Física
- Licenciatura em Informática Educacional

### Instituto de Ciências da Sociedade (ICS)
- Bacharelado em Arqueologia
- Bacharelado em Antropologia
- Bacharelado em Ciências Econômicas
- Bacharelado em Direito
- Bacharelado em Gestão Pública e Desenvolvimento Regional

### Instituto de Ciências e Tecnologia das Águas (ICTA)
- Bacharelado em Ciências Biológicas
- Bacharelado em Engenharia de Pesca
- Bacharelado Interdisciplinar em Ciência e Tecnologia das Águas
- Bacharelado em Engenharia Sanitária e Ambiental

### Instituto de Engenharia e Geociências (IEG)
- Bacharelado Interdisciplinar em Ciência da Terra
- Bacharelado Profissional em Ciência da Computação
- Bacharelado em ciência e tecnologia
- Bacharelado em Sistemas de Informações

### Instituto de Saúde Coletiva (ISCO)
- Bacharelado em Farmácia
- Bacharelado Interdisciplinar em Saúde
- Bacharelado Profissional em Farmácia

### Programa de Arqueologia e Antropologia (PAA)
- Bacharelado em Arqueologia
- Bacharelado em Antropologia

### Programa de Biodiversidade e Florestas (PBF)
- Bacharelado Interdisciplinar em Biodiversidade e Florestas - Produção Animal
- Bacharelado Interdisciplinar em Biodiversidade e Florestas - Produção Vegetal
- Bacharelado Interdisciplinar em Biodiversidade e Florestas - Produtos Naturais
- Bacharelado Interdisciplinar em Biodiversidade e Florestas - Recursos Florestais
- Bacharelado Interdisciplinar em Ciências Agrárias - Bioquímica

### Programa de Computação (PC)
- Bacharelado em Ciência da Computação
- Bacharelado em Tecnologia da Informação

### Programa de Ciências Agrárias (PCA)
- Bacharelado em Agroecologia
- Bacharelado em Engenharia Florestal

### Programa de Ciências da Terra (PCdT)
- Bacharelado em Geofísica
- Bacharelado em Geologia
- Bacharelado Interdisciplinar em Ciências da Terra

### Programa de Ciências Econômicas e Desenvolvimento Regional (PCEDR)
- Bacharelado em Ciências Econômicas
- Bacharelado em Gestão Pública e Desenvolvimento Regional

### Programa de Ciências Exatas (PCE)
- Licenciatura em Física
- Licenciatura em Matemática
- Licenciatura em Física e Matemática

### Programa de Ciências Humanas (PCH)
- Bacharelado em Geografia
- Licenciatura em Geografia
- Licenciatura Integrada em História e Geografia
- Licenciatura Integrada em História e Geografia - História
- Licenciatura Integrada em História e Geografia - Geografia

### Programa de Ciências Jurídicas
- Bacharelado em Direito

### Programa de Ciências Naturais
- Bacharelado em Ciências Biológicas
- Licenciatura Integrada Biologia e Química
- Licenciatura Integrada Biologia e Química - Biologia
- Licenciatura Integrada Biologia e Química - Química

### Programa de Ciência e Tecnologia
- Bacharelado em Engenharia Física
- Bacharelado em ciência e tecnologia

### Programa de Educação
- Licenciatura em Informática Educacional
- Licenciatura em Pedagogia

### Programa de Letras
- Licenciatura em Letras - Língua Portuguesa
- Licenciatura em Letras - Português e inglês